# Ilja Kaenzig
Ilja Kaenzig (* 21. Juni 1973 in Sursee) ist ein Schweizer Fussball-Manager. Er ist seit Februar 2018 Sprecher der Geschäftsführung der VfL Bochum 1848 GmbH & Co. KGaA, des ausgegliederten wirtschaftlichen Geschäftsbetriebs des VfL Bochum.

## Leben
Kaenzig, dessen Mutter aus Russland stammt, studierte in Lausanne Betriebswirtschaft. Von 1994 bis 1998 arbeitete er bei Grasshoppers Zürich. Anschliessend wurde er am 1. Mai 1998 Chef der Nachwuchsabteilung bei Bayer 04 Leverkusen. Im Dezember 1998 stieg Kaenzig zum Koordinator Gesamtfussball auf und galt lange Zeit als Schützling von Reiner Calmund. Drei Jahre später, am 3. Juli 2002, wurde er zum Manager befördert.
Am 23. Mai 2004 unterschrieb Kaenzig einen Vertrag bei Hannover 96. Er trat den Posten des Managers offiziell am 1. Juli 2004 an. Am 15. November 2006 trennten sich Hannover 96 und Kaenzig vorzeitig. Anschließend war er für die Blick-Gruppe als Sportchef tätig.
Am 9. August 2010 wurde Kaenzig Delegierter des Verwaltungsrats der Sport & Event Holding AG, die Besitzerin des Stade de Suisse sowie des Fussballclubs BSC Young Boys ist. Am 30. Oktober 2012 trat er im Zuge der Umstrukturierungen der Holding von allen Posten zurück. Ab dem 10. August 2015 war Kaenzig als Vorstandsvorsitzender des französischen Zweitligisten FC Sochaux tätig. Ende 2017 verließ er den Verein.
Am 14. Februar 2018 wurde Kaenzig zum Vorstandssprecher des VfL Bochum ernannt. Seit der Ausgliederung des wirtschaftlichen Geschäftsbetriebs des Vereins in die VfL Bochum 1848 GmbH & Co. KGaA fungiert er als Sprecher deren Geschäftsführung.